# خواجه کوشاه
خواجه کوشاه (به لاتین: Khvajeh Kowshah) یک منطقهٔ مسکونی در افغانستان است که در ولایت بامیان واقع شده‌است.